# Ctenobrycon oliverai
Ctenobrycon oliverai är en fiskart som beskrevs av Ricardo C. Benine, Guilherme A.M. Lopes och Ernesto Ron 2010. Ctenobrycon oliverai ingår i släktet Ctenobrycon och familjen Characidae. Inga underarter finns listade i Catalogue of Life.